# Santa Cruz-szigeti csövesorrú-repülőkutya
A Santa Cruz-szigeti csövesorrú-repülőkutya (Nyctimene sanctacrucis) az emlősök (Mammalia) osztályába, azon belül a denevérek (Chiroptera) rendjébe és a nagy denevérek alrendjébe tartozó repülőkutyafélék (Pteropodidae) családjának egyik faja.

## Elterjedése
A Salamon-szigetekhez tartozó Santa Cruz sziget melletti kisméretű Nendö szigeten honos. Egy évszázada nem észlelték.